# Operazione Fidelium
L'Operazione Fidelium è stata una operazione condotta in Lombardia dall' Esercito Italiano dal 18 marzo 2020 al 24 aprile 2020 per il trasporto di 957 feretri da Bergamo in diverse sedi di cremazione in tutta Italia.
Per via del grande impatto mediatico ed emotivo, essa è ricordata come uno dei momenti più bui della pandemia di COVID-19 in atto in quegli anni.

## Storia
Nei primi giorni di marzo 2020, Bergamo è stata una delle province più colpite dagli effetti del COVID-19 tanto che la camera mortuaria ed il forno crematorio del capoluogo non erano più in grado di accogliere le salme dei deceduti. A supporto quindi della Prefettura di Bergamo è stato richiesto l'intervento dei militari dell'Esercito Italiano per traslare i feretri in altre città italiane.

## Le forze in campo
Il dispositivo è stato coordinato dal Comando Truppe Alpine, responsabile per le operazioni Covid 19 nel Nord Ovest ed ha visto proiettati circa 100 uomini appartenenti a diverse unità dell'Esercito, ovvero 2º Reggimento genio guastatori alpino, 3º Reggimento di sostegno AVES "Aquila", 8º Reggimento genio guastatori paracadutisti "Folgore", Reggimento supporto tattico e logistico, Reggimento logistico Pozzuolo del Friuli, Reggimento logistico Taurinense.
Nei 37 giorni dell'operazione sono stati trasportati, notte e giorno, 957 feretri durante 43 missioni, avvalendosi di 207 mezzi (tra cui gli Iveco ACTL SM, ritratti nella tristemente nota fotografia pubblicata sui social da un utente della città orobica che ha fatto il giro del mondo).

## Operazioni correlate
Nell'ambito delle attività di supporto alla Protezione Civile ed al Servizio Sanitario Nazionale, il Comando Truppe Alpine ha svolto anche l'Operazione Mercurio (trasporto di 36.670 colli di materiale sanitario, dagli aeroporti alle ASL, durata dal 29 marzo al 19 maggio) e l'Operazione Fenice, per la sanificazione ed igienizzazione di aree e infrastrutture.
Inoltre, diverse caserme sono state usate come deposito per lo stoccaggio di materiali ed anche come foresteria per l'accoglienza di personale civile e militare in quarantena.